# Tommy Handley
Pour les articles homonymes, voir Handley (homonymie).
Thomas Reginald "Tommy" Handley (17 janvier 1892 - 9 janvier 1949) est un comédien britannique, connu principalement pour l'émission de radio de la BBC It's That Man Again (en) (ITMA).

## Carrière
Il est né à Toxteth, Liverpool, dans le Lancashire.
Il a servi dans la Royal Naval Air Service durant la Première Guerre mondiale et a continué à travailler à la radio. Il a travaillé avec des gens comme Arthur Askey, et a écrit de nombreux textes pour la radio, mais c'est la série comique de BBC ITMA pour laquelle il a marqué les mémoires, et il est également devenu connu pour un certain nombre de slogans, dont certains sont entrés dans le vocabulaire populaire. Il a joué dans les films ITMA (1942) et dans Time Flies (1944).
Il mourut subitement le 9 janvier 1949 d'une hémorragie cérébrale, huit jours avant son 57e anniversaire. Il a été incinéré et ses cendres sont dispersées au Golders Green Crematorium.
Dans un éloge à son service commémoratif à la cathédrale Saint-Paul de Londres, l'évêque de Londres William Wand a déclaré qu'il « était un de ces génies qui transforment le cuivre de notre vie quotidienne en l'or des sottises exquises. Sa raillerie était sans cynisme, et sa satire sans malice ».

## Filmographie
- 1937 : The Disorderly Room (en) (série TV)
- 1943 : It's That Man Again (en)
- 1944 : Time Flies (en)